# Czarne helikoptery
Czarne helikoptery – część teorii spiskowej, według której niezidentyfikowane helikoptery, pozbawione oznaczeń, pomalowane na czarno i prawie bezgłośnie się poruszające, wykonują w niejasnych celach loty nad terytorium Stanów Zjednoczonych. Osoby wierzące w ich istnienie uważają, że mogą to być maszyny wykorzystywane przez agentów ONZ, tajemnej organizacji New World Order lub tzw. ludzi w czerni przygotowujących się do przejęcia kontroli nad krajem. Według Philipa Schneidera cały czas produkuje się je w tempie jeden na godzinę, tajny rząd ma mieć ich ponad 64 000.
Teoria ta szczególnie popularna jest wśród członków północnoamerykańskich milicji ochotniczych. Wskutek takiego przekonania doszło do próby zestrzelenia jednego z helikopterów Gwardii Narodowej, przelatującego podczas misji treningowej nad ranczem zbiegłego przywódcy jednej z milicji, Calvina Greenupa.
Najgłośniejsze doniesienia w amerykańskich mediach pochodzą z lutego 1995, kiedy członek kongresu Helen Chenoweth stwierdziła podczas konferencji prasowej, że uzbrojeni agenci federalni w „czarnych helikopterach” wylądowali na prywatnym ranczu w Idaho, w związku z realizacją ustawy o ochronie zagrożonych gatunków. Jednakże Amerykańska Służba Leśnictwa i Rybołówstwa, zajmująca się realizacją tej ustawy, nie dysponuje helikopterami. Jedyne zielono-czarne helikoptery w Idaho należą do Gwardii Narodowej.

## Fakty dotyczące czarnych helikopterów
Amerykańskie siły specjalne rzeczywiście używają helikopterów w czarnym kolorze. Najczęściej spotykanym modelem jest MH-53, zaprojektowany do długich lotów na małych wysokościach. Helikoptery takie używane są do operacji odzyskiwania zakładników, dostarczania sił specjalnych na teren działań i innych akcji wymagających „niewidzialności”.
Najbardziej znanym z takich oddziałów jest 160 Lotniczy Pułk Operacji Specjalnych (zwany Night Stalkers), który regularnie przeprowadza misje bojowe oraz ćwiczebne wewnątrz przestrzeni powietrznej USA. Niektóre z tych operacji przeprowadzane są w gęsto zaludnionych obszarach, między innymi w okolicach Los Angeles, Detroit, San Francisco, Oakland i Waszyngtonu. Dzięki zastosowaniu nawigacji satelitarnej oraz urządzeń noktowizyjnych zadania takie przeprowadzane mogą być w warunkach niskiej widoczności i bez zastosowania oświetlenia helikopterów.
Także Agencja do Walki z Narkotykami (DEA) wykorzystuje w swoich akcjach maszyny w kolorze czarnym. Tego typu nocne akcje mogą się przyczyniać do rozpowszechnienia teorii czarnych helikopterów.